# Coniopteryx tineiformis
Coniopteryx tineiformis är en insektsart som beskrevs av Curtis 1834. Coniopteryx tineiformis ingår i släktet Coniopteryx och familjen vaxsländor. Arten är reproducerande i Sverige. Inga underarter finns listade i Catalogue of Life.